# Paromalus truncatus
Paromalus truncatus är en skalbaggsart som först beskrevs av Lewis 1907.  Paromalus truncatus ingår i släktet Paromalus och familjen stumpbaggar. Inga underarter finns listade i Catalogue of Life.